# 30852 Дебай
30852 Деба́й (30852 Debye) — астероїд головного поясу, відкритий 2 жовтня 1991 року.
Тіссеранів параметр щодо Юпітера — 3,673.